# Mokhtar Hasni
Mokhtar Hasni (ur. 19 marca 1952 w Siljanie, zm. 21 stycznia 2024) – tunezyjski piłkarz występujący na pozycji napastnika. Uczestnik mistrzostw świata 1978.

## Kariera klubowa
Podczas mistrzostw świata 1978 reprezentował barwy belgijskiego klubu RAA Louviéroise. Grał też w klubach takich jak: ÉS Aounienne, El Makarem de Mahdia i UBS Auvelais.

## Kariera reprezentacyjna
Z reprezentacją Tunezji uczestniczył w mistrzostwach świata 1978. Na mundialu był rezerwowym i nie wystąpił w żadnym meczu.